# 대전금동초등학교
대전금동초등학교는 대한민국 대전광역시 서구에 있는 공립 초등학교이다.

## 학교 연혁
- 1999. 02. 18 대전금동초등학교 설립인가
- 1999. 07. 01 대전금동초등학교 개교(8학급)
- 1999. 09. 01 대전금동초등학교 병설유치원 개원
- 2000. 03. 01 10학급 및 병설유치원 2학급 편성
- 2007. 03. 01 34학급 편성
- 2008. 02. 20 제9회 졸업(178명, 총1085명)
- 2008. 03. 01 32학급 편성, 유치원 2학급
- 2009. 02. 20 제10회 졸업(155명, 총 1,240명)
- 2009. 03. 01 32학급 편성, 유치원 2학급
- 2009. 03. 01 대전광역시교육청지정 YP청소년 지킴이 시범학교 지정
- 2010. 02. 19 제11회 졸업(173명, 총 1,413명)
- 2010. 03. 01 34학급 편성, 유치원 2학급
- 2009.03.01~2011.02.28 대전광역시교육청지정 YP청소년 지킴이 연구시범학교 운영(2년)
- 2010. 12. 19 교육과학기술부선정 100대 교육과정 우수학교
- 2011. 02. 19 제12회 졸업(168명, 총 1,611명)
- 2011. 03. 01 32학급 편성, 유치원 2학급
- 2012. 02. 09 급식실 신축
- 2013. 03. 01 32학급 편성, 유치원 2학급
- 2014. 03. 01 31학급 편성, 유치원 2학급
- 2015. 02. 13 제16회 졸업(124명, 총 2,171명)
- 2015. 03. 01 30학급 편성, 유치원 2학급
- 2015.03.01~2016.02.29 건강증진연구학교(1년)

## 학교 상징
- 교화 - 철쭉 : '사랑의 기쁨'이라는 꽃말을 가진 철쭉처럼 교사와 학생 사이에 사랑의 기쁨, 배움의 기쁨이 넘쳐나는 대전금동초등학교
- 교목 - 소나무 : 사시사철 푸르른 소나무처럼 변함없이 한결 같은 금동 어린이

## 참고 자료
- 대전금동초등학교 - 한국교육학술정보원 학교알리미